# Víska (Kravaře)
Víska je malá vesnice, nyní severní část obce Kravaře v okrese Česká Lípa. Prochází zde silnice I/15. Víska leží v katastrálním území Kravaře v Čechách o výměře 10,44 km².
Nejznámější stavbou této části Kravař na pravém břehu Bobřího potoka je Vísecká rychta, která je pobočkou Vlastivědného muzea z České Lípy.

## Obyvatelstvo
Při sčítání lidu v roce 1921 zde žilo 92 obyvatel (z toho padesát mužů) německé národnosti, kteří byli kromě dvou evangelíků římskými katolíky. Podle sčítání lidu z roku 1930 měla vesnice 107 obyvatel: dva Čechoslováky, 101 Němců, jednoho příslušníka jiné národnosti a tři cizince. Až na dva evangelíky a jednoho člena nezjišťovaných církví se hlásili k církvi římskokatolické.